# Fieni
Fieni ist eine Kleinstadt im Kreis Dâmbovița in der historischen Region Walachei in Rumänien. 

## Geographische Lage
Fieni liegt im Vorland der Südkarpaten, in den südlichen Ausläufern des Leaota- und des Bucegi-Gebirges am Oberlauf des Flusses Ialomița. Die Kreishauptstadt Târgoviște befindet sich etwa 25 km südlich.

## Geschichte
Die ältesten archäologischen Funde auf dem Territorium der heutigen Stadt stammen aus der Bronzezeit. Fieni selbst wurde 1532 erstmals urkundlich erwähnt. Der Ort war lange ländlich geprägt. Von 1865 an war er Teil der Gemeinde Moțăieni. 1912 ging die durch Fieni führende Eisenbahnlinie in Betrieb. 1914 wurde eine Zementfabrik eröffnet. 1923 wurde Fieni eine selbständige Gemeinde, 1968 folgte die Erhebung zur Stadt. 2002 übernahm die deutsche Firma HeidelbergCement die Aktienmehrheit der Zementfabrik Romcif Fieni, und wird seitdem als HeidelbergCement Romania bezeichnet. Diese ist heute (2009) weiter einer der wichtigsten Arbeitgeber der Stadt. Weitere wichtige Erwerbszweige sind die Landwirtschaft (besonders Obstbau und Viehzucht) sowie der Tourismus.

## Bevölkerung
1930 lebten auf dem Gebiet der heutigen Stadt etwa 2150 Personen. Bei der Volkszählung 2002 wohnten in Fieni 7701 Personen, darunter 7681 Rumänen und 12 Roma. Etwa 6300 lebten in der eigentlichen Stadt, die übrigen in den beiden eingemeindeten Ortschaften.

## Verkehr
Fieni liegt an der Bahnstrecke Târgoviște–Pietroșița. In beide Richtungen fahren täglich ca. acht Nahverkehrs- und Eilzüge. Ein Teil der Züge verkehrt durchgehend über Târgoviște nach Titu oder Bukarest. Die Schmalspurbahn Fieni–Pietroșița dient dem Transport von Kalkstein und anderen Rohstoffen ins Zementwerk von Fieni. 
Durch die Stadt führt die Nationalstraße DN71 von Tărtășești nach Sinaia.

## Sehenswürdigkeiten

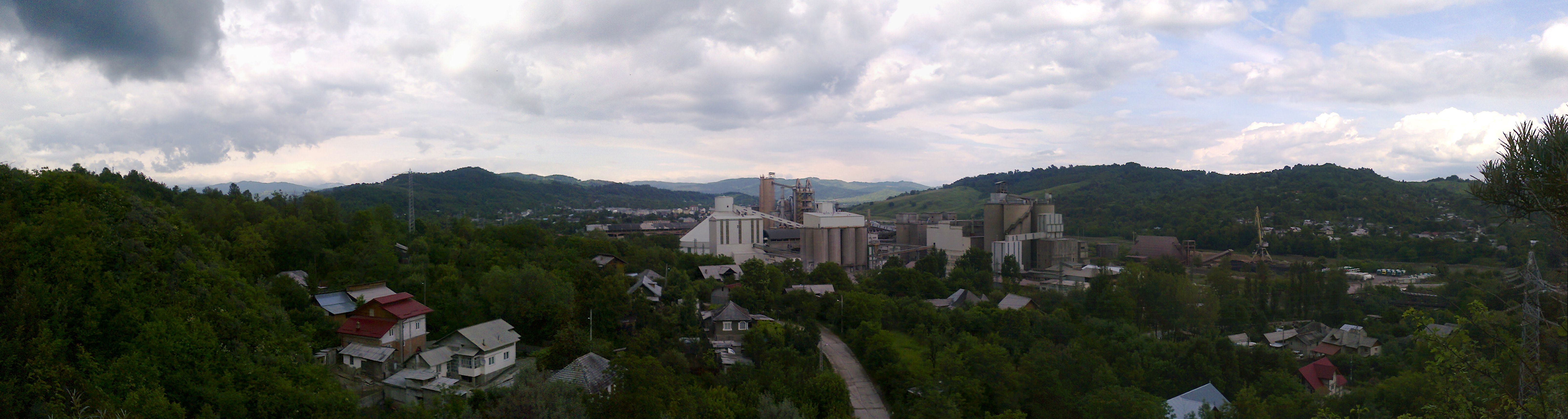
Zementfabrik in Fieni

- Orthodoxe Kirche Sf. Nicolae, 1804 errichtet, steht unter Denkmalschutz.[9]
- Steinkreuz (1660)